# Barbara Hajcel
Barbara Hajcel (Poznań, 10 de diciembre de 1971) es una deportista polaca que compitió en piragüismo en la modalidad de aguas tranquilas. Ganó dos medallas en el Campeonato Mundial de Piragüismo de 1994: oro en la prueba de K2 500 m y bronce en K2 200 m.

## Palmarés internacional
| Campeonato Mundial | Campeonato Mundial        | Campeonato Mundial | Campeonato Mundial |
| Año                | Lugar                     | Medalla            | Competición        |
| ------------------ | ------------------------- | ------------------ | ------------------ |
| 1994               | Ciudad de México (México) | Medalla de oro     | K2 500 m           |
| 1994               | Ciudad de México (México) | Medalla de bronce  | K2 200 m           |